# Henri-Géry Hers
Henri-Géry Hers (23 juillet 1923 à Namur, Belgique - 14 décembre 2008 à Ottignies-Louvain-la-Neuve, Belgique) est un médecin chercheur belge.

## Biographie
Dès sa seconde année de médecine, Géry Hers entre comme étudiant-chercheur à l'Université Catholique de Louvain (UCL) dans le laboratoire de physiologie de Joseph P. Bouckaert, où il s’associe aux travaux de Christian de Duve sur l’action de l’insuline.
Il élucide le métabolisme du fructose et les étapes permettant la conversion du glucose en fructose par l’intermédiaire du sorbitol. Après sa thèse, il s’intéresse au métabolisme du glycogène et découvre une nouvelle déficience en phosphorylase, plus connue sous le nom maladie de Hers. Il développe par la suite le concept de maladie lysosomiale innée, qui a permis d’expliquer une cinquantaine de déficiences génétiques connues sous le nom de maladies de dépôt, ou thésaurismoses. Cette découverte, élucidant d'un seul coup tout un chapitre resté mystérieux de ces pathologies, a débouché sur plusieurs thérapeutiques nouvelles et sur la création, notamment en Belgique, de nouvelles entreprises pharmaceutiques.
Il est Docteur Honoris Causa de l’Université Claude Bernard à Lyon, de la Katholieke Universiteit Leuven (KU Leuven), et de l'Université Libre de Bruxelles (ULB).

## Récompenses
- Prix Sanders 1959
- Prix R.I.T (Gsk Vaccines) 1963
- Prix Francqui 1966
- Prix Gairdner, Canada,1975
- Prix scientifique Joseph Maisin (prix quinquennal du FNRS) 1975
- Médaille d'or de la fondation Cuenca-Villoro, Espagne, 1977
- Prix Wolf de médecine, Israël, 1988

## Remarques
- Citations de Christian de Duve à son sujet : 
  - "Un prix Nobel consacrant la découverte des lysosomes aurait certainement été partagé par Hers. Le hasard des décisions de Stockholm ne lui a pas offert ce couronnement, qui eût été amplement justifié, d'une carrière exceptionnellement féconde. D'autres distinctions prestigieuses, notamment en Belgique, en Espagne, au Canada et en Israël, ont heureusement partiellement comblé cette lacune."
  - Interview vidéo de Christian de Duve: "My co-worker Gery Hers, could very well have derserved the price for all his work on Glycogen Metabolism, fructose 260, with Phospohate and espacially the for Lysosome diseases. If they had made their choices differently in Stockholm, for the Lysosome, Hers should have shared it with me"  [2]
- Avec Suzanne Sonnet, épousée en 1952, il a six enfants.